# Wuttichai Masuk
Wuttichai Masuk (16 marzo 1990) è un pugile thailandese.

## Palmarès
- Mondiali

Doha 2015: bronzo nei superleggeri.
- Campionati asiatici

Zuhai 2009: oro nei pesi leggeri.
Bangkok 2015: oro nei pesi superleggeri.
- Giochi asiatici

Canton 2010: bronzo nei pesi superleggeri.
Incheon 2014: oro nei pesi superleggeri.
- Giochi del Sud-est asiatico

Vientiane 2009: bronzo nei pesi leggeri.
Naypyidaw 2013: oro nei pesi superleggeri.
Singapore 2015: oro nei pesi superleggeri.
Malesia 2017: oro nei pesi superleggeri.